# دوج ۴۰۰
دوج ۴۰۰ (Dodge ۴۰۰) خودرویی است که در سال‌های ۱۹۸۲–۱۹۸۳تولید شده‌است.
این خودرو در کلاس خودرو سایز متوسط قرار گرفته و طراحی آن خودروهای موتور جلو-محور جلو بوده است. سیستم جعبه‌دندهٔ آن ۳ دنده به صورت خودکار است.